# Johannes Homuth

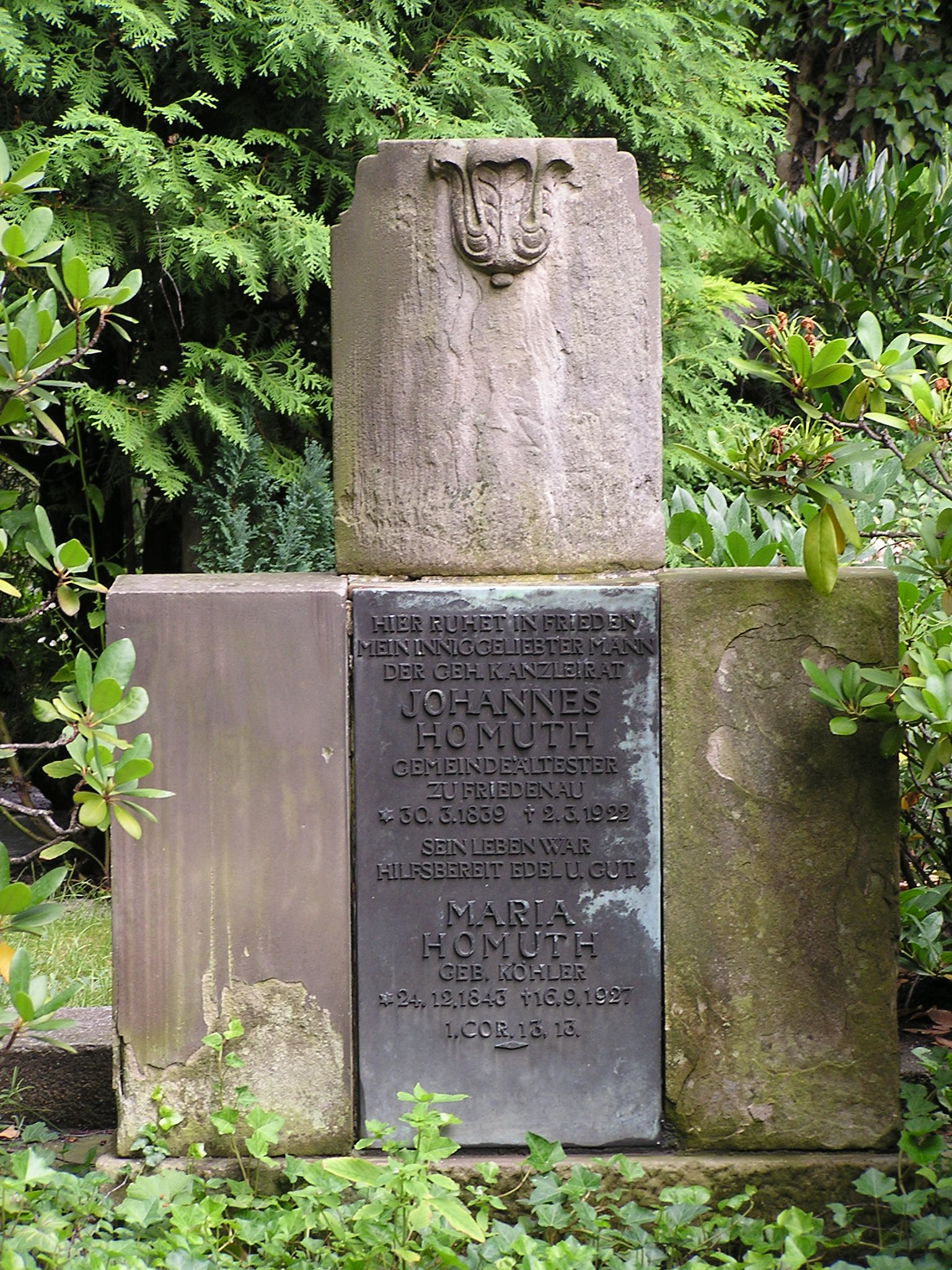
Ehrengrab Homuths

Johannes Homuth (* 30. März 1839 in Berlin; † 2. März 1922 ebenda) war ein deutscher Kommunalpolitiker und Ehrenbürger der Gemeinde Friedenau.

## Leben
Homuth, der seit 1853 in der Gemeinde Friedenau (seinerzeit vor den Toren Berlins) lebte, engagierte sich seit 1892 ehrenamtlich in der Kommunalpolitik. Er war Mitglied der Schuldeputation, des Schulkuratoriums sowie des Rechnungs-, Steuer- und Gesundheitsausschusses. 1910 zog er sich aus der Politik zurück und wurde zum Ehrenbürger Friedenaus ernannt.
Homuth starb 1922 und wurde auf dem Städtischen Friedhof Friedenau beigesetzt. 1958 beschloss der Berliner Senat, Homuths Grab zum Ehrengrab der Stadt Berlin zu erklären. In Friedenau erinnert die Homuthstraße an den Politiker.